# 長岡宣政
長岡 宣政（ながおか のぶまさ）は、南北朝時代の武将。正式な名乗りは平宣政（たいら の のぶまさ）。

## 生涯
長岡氏は常陸国真壁郡長岡邑に拠った武家であり、桓武天皇を祖とする桓武平氏の棟梁・鎮守府将軍平貞盛の流れを汲む常陸平氏大掾氏の庶流で多気氏流真壁氏を祖とする。
南北朝の争いにあっては長岡氏は宗家の大掾高幹や那珂郡の那珂通辰、川野辺資鎮ら那珂・川野辺氏ともども南朝方に加担し、楠木正成の代官として関東に派遣された瓜連城主の楠木正家に従い、北朝方についた本家・真壁氏とは敵対してきた。
当時の南朝方としては、南常陸の小田城主小田治久に迎えられた北畠親房、春日顕国、広橋経泰が後醍醐天皇の猶子・征夷大将軍興良親王を奉じて善戦し、北朝方の有力武将である常陸守護佐竹貞義の子・義冬を討ちとる成果も挙げていた。また、下野における北朝方の下野守護宇都宮氏との戦いにおいては宇都宮氏の一族・茂木知貞の茂木城をはじめ、宇都宮氏重臣で有力武士団紀党の棟梁 益子貞正率いる益子氏の矢木岡城、益子古城、上三川城、箕輪城、芳賀氏の飛山城を攻め落とす勢いを示すものの、足利尊氏の重臣・高師冬の策略により味方の切り崩しに遭っており、正平年間には楠木正家も春日顕国も死去または上洛に伴い関東にはなく、きわめて厳しい情勢にあった。
泥沼化する南北朝の戦いの中で宣政ら長岡一族も本家筋である真壁氏との間でまさに骨肉の戦いが繰り返された。ちなみに、長岡氏の記録である『長岡文書』によれば正平8年(1353年)8月、長岡法昌なる武将が北朝方についた本家の真壁高幹と戦ったとされるが、この法昌は宣政は同一人物か一門と思われる。
真壁長岡文書に「興国元年七月長岡妙幹譲状。曾祖父眞壁弥六実幹法名大円・仁治三年十二月四日安堵御下文」とある。系図は「実幹ー頼幹ー政光(元徳元年死去)ー又次郎宣政(宮方)は建武二年弟妙幹に譲与す。妙幹は長岡郷地頭職を嫡子 慶庸丸に譲与す。」とある。さらに「『明徳二年長岡但馬入道聖享政長(子息)犬法師丸(幹秀)に譲与す』『応永二十四年軍忠状、眞壁長岡古宇田大炊助幹秀』・・・」とある。